# David (film)
David je český film režiséra Jana Těšitele z roku 2015, jedná se o jeho celovečerní debut. Vypráví o dvacetiletém mladíkovi s mentálním handicapem. Film měl celosvětovou premiéru na festivalu v Karlových Varech.

## Obsazení
| Patrik Holubář   | David  |
| Alena Štréblová  | matka  |
| Ondřej Pavelka   | otec   |
| Mikuláš Čížek    | bratr  |
| Šárka Vaculíková | Eliška |
| Igor Bareš       |        |
| Anita Krausová   |        |
| Jakub Frydrych   |        |

## Recenze
- Martin Svoboda, MovieZone.cz